# Promontory Financial Group
Die Promontory Financial Group, LLC, in Washington, D.C. ist ein global tätiges Beratungsunternehmen, das Kunden mit einer Vielzahl von Finanzdienstleistungen berät.

## Organisation und Geschäftsfelder
Das Unternehmen wurde von Eugene Ludwig, der in der Administration unter Präsident Bill Clinton von 1993 bis 1998 Währungshüter war, und Alfred Moses, der gleichzeitig für die Kanzlei Covington & Burling LLP tätig ist, im Jahr 2001 gegründet.
Zu den Geschäftsfeldern des Unternehmens gehören die Vermögensverwaltung, Regelkonformität, Risikomanagement, Liquidität, Restrukturierung, die Akquise sowie die Risiko- und die Wirtschaftsprüfung. Das Unternehmen hat 14 zusätzliche Büros und Filialen weltweit in Atlanta, Brüssel, Denver, Dubai, Hongkong, London, Mailand, New York City, Paris, San Francisco, Singapur, Sydney, Tokio und Toronto. Es gehört zu den Einlegern und Unterstützern der Group of Thirty.
Promontory ist mit weiteren Tochterunternehmen mit ähnlich klingendem Namen verflochten:
- Promontory Forensics Solutions, LLC
- Promontory Growth and Innovation
- Promontory Human Capital Solutions
- Promontory Interfinancial Network, LLC
- Promontory Training Solutions

Promontory bietet unter anderem Dienstleistungen im Bereich der Certificate of Deposit Account Registry Services (CDARS) an. Bei diesem Verfahren werden hohe Anlagesummen auf eine Vielzahl von kleineren Beträgen, die unter dem Maximum (derzeit 250.000 US-$) der Einlagensicherung der Federal Deposit Insurance Corporation (FDIC) liegen, bei unterschiedlichen Finanzinstituten aufgeteilt. Mit 2500 Partnerorganisationen sichert Promontory auf diese Weise Einlagen von bis zu 50 Mio. US-$. Obwohl Promontory die Versicherungsaufschläge erhält, wird die Sicherung effektiv durch die FDIC geleistet.
Aufgrund der hohen Verluste im Rahmen von Devisenmarktgeschäften bei der Allied Irish Bank untersuchte Promontory die Abläufe innerhalb der Bank und kam im sogenannten »Ludwig Report«, veröffentlicht am 14. März 2002, zu dem Schluss, der Händler John Rusnak, der für einen Großteil der Verluste verantwortlich zeichnete und deshalb gefeuert wurde, habe keine aktive Hilfe innerhalb der Bank oder von außen erhalten. Die internen Kontrollmechanismen und Audits seien unzureichend gewesen, hätten das Ausmaß der Verluste jedoch bei konsequenter Anwendung deutlich reduzieren können.
Promontory beriet ferner die Regierung der Vereinigten Staaten und von anderen Ländern wie Kamerun und Island. Zuletzt wurde das Unternehmen einer breiteren Weltöffentlichkeit bekannt, weil es im Auftrag des Vatikans eine umfassende Untersuchung aller Kundenkontakte des Istituto per le Opere di Religione (IOR) (deutsch: Institut für die religiösen Werke), häufig auch als Vatikanbank bezeichnet, auf Geldwäsche durchführen soll.

## Personal

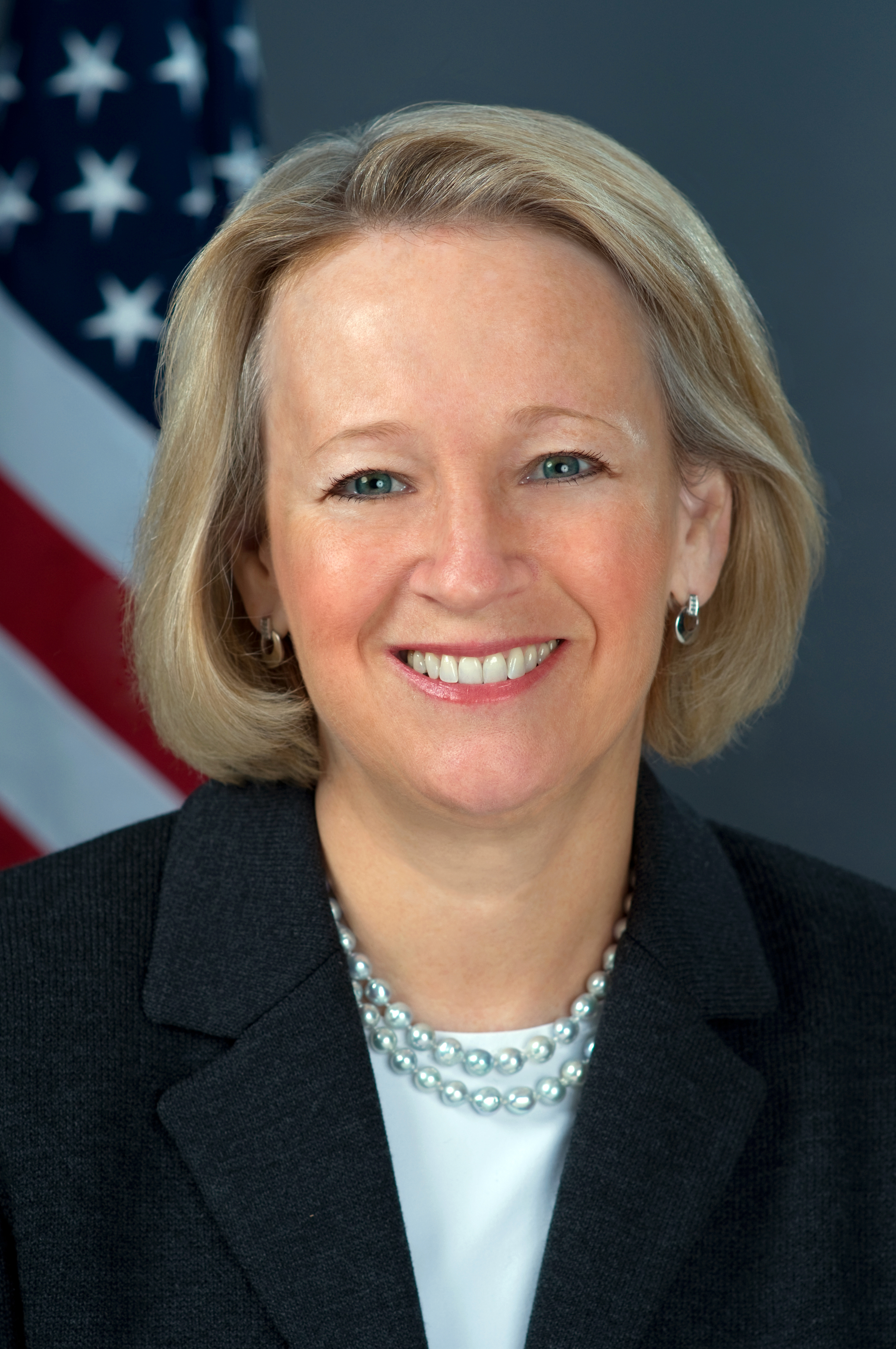
Mary Schapiro

Etwa 170 der bei Promontory arbeitenden Consultants waren früher Mitarbeiter in Behörden der Finanzmarktaufsicht, das Unternehmen gilt daher als eine Art „Schattenregulator“ der Wall Street. Unter anderem ist die ehemalige Chefin der US-Börsenaufsicht SEC Mary Schapiro im Jahr 2013 zu Promontory gewechselt. Ehemalige Vorstände sind zum Beispiel der ehemalige Staatssekretär für Finanzinstitute im Finanzministerium der Vereinigten Staaten, David Nason, sowie die derzeitige Direktorin der Fed, Sarah Bloom Raskin.
Auch die europäischen Niederlassungen sind eng mit der jeweiligen Finanzmarktaufsicht verknüpft. Non-executive Chairman der Finanzgruppe Vereinigtes Königreich ist der frühere Vorsitzende der Financial Services Authority, Sir Callum McCarthy, ihr vormaliger Direktor Michael Foot ist der globale Vizevorsitzende. Die Niederlassung für Europa in Brüssel wird gegenwärtig von Raffaele Cosimo vertreten, der vorher für die Banca Nazionale del Lavoro in Rom tätig war. Ehemaliger Vorsitzender der Promontory Finanzgruppe Europa war unter anderem der verstorbene frühere italienische Wirtschafts- und Finanzminister Tommaso Padoa-Schioppa.

## Kritik
Für die Durchführung von Foreclosure Reviews (englisch, Zwangsversteigerungsüberprüfung) von über 250.000 Kreditverträgen für die Bank of America, PNC Financial Services und Wells Fargo erhielt Promontory 927 Millionen US-$, was zu starker Kritik und Zweifel an der Unabhängigkeit der Prüfungen führte. Das US Senate Banking Committee veranlasste eine Anhörung um zu prüfen, ob zu viel Aufgaben der Finanzaufsicht von Behörden an private Firmen ausgelagert würden.